# Édith Piaf
Édith Piaf (19. prosince 1915 Paříž – 10. října 1963 Grasse), vlastním jménem Édith Giovanna Gassion, známá pod pseudonymem Vrabčák (La Môme Piaf) byla světoznámá a oblíbená francouzská šansoniérka. Její způsob interpretace odrážel praktické zkušenosti ze života, které sama prožila, anebo vnitřní poměry, ve kterých se právě nacházela. Tento umělecký přístup z ní nakonec učinil francouzskou národní ikonu. Šansony jako „La vie en rose“ (Růžový život), „L’hymne à l’amour“ (Óda na lásku), „Milord“ a „Non, je ne regrette rien“ (Ničeho nelituji) jí přinesly světovou popularitu.

## Život

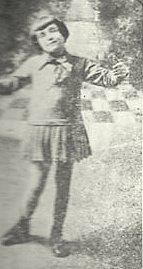
Malá Édith

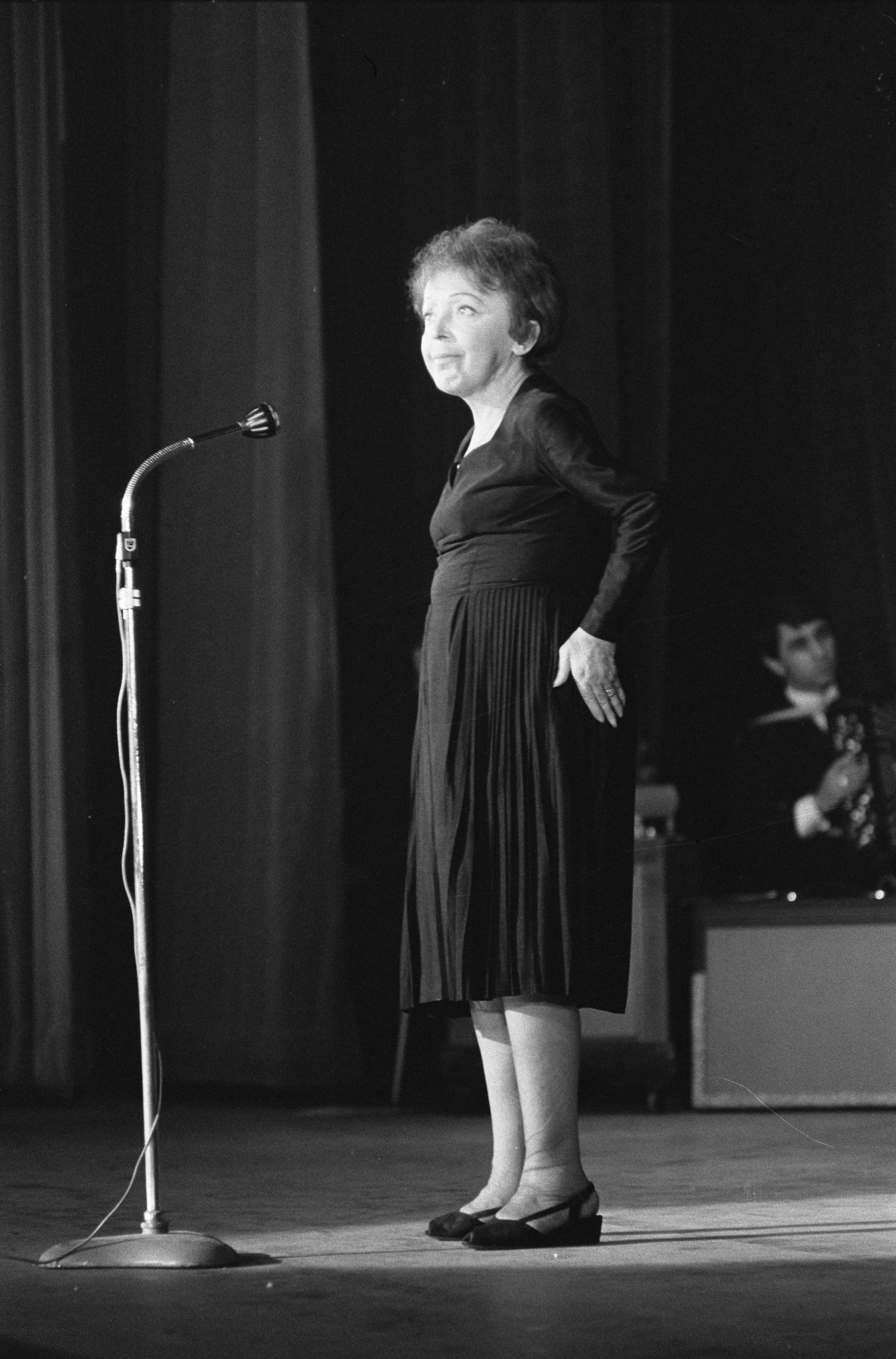
Édith Piaf na pódiu

Édith Piaf v Théâtre ABC, 1951

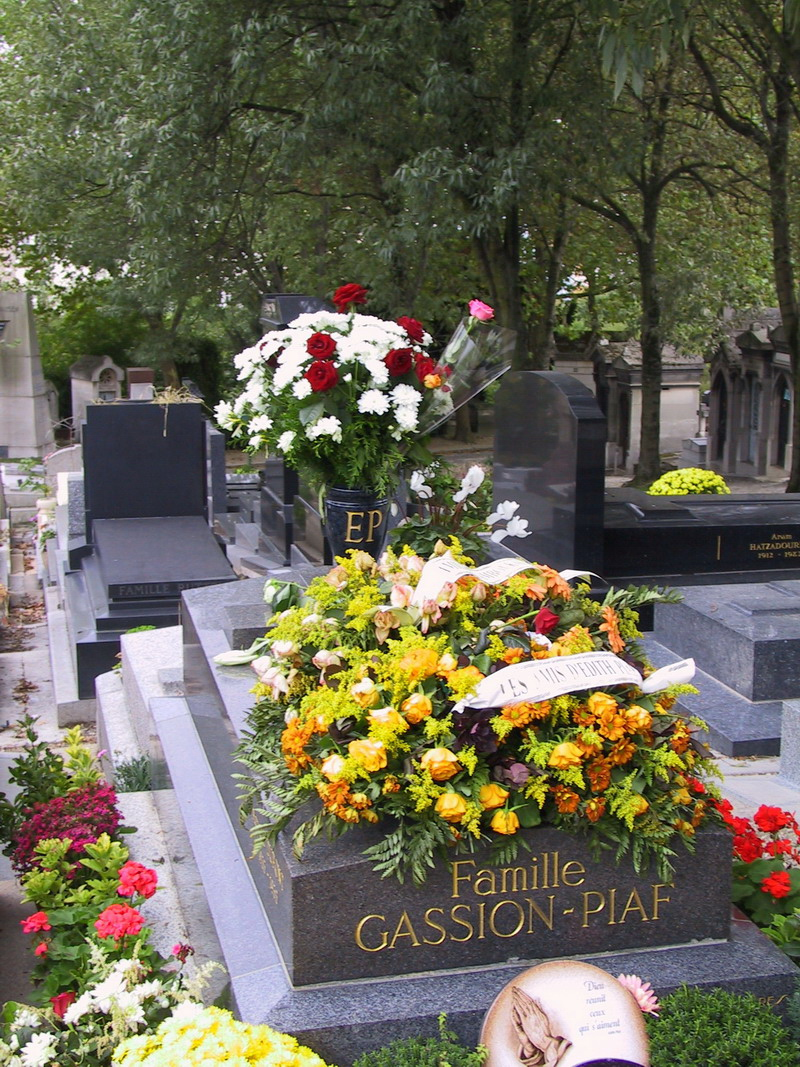
Hrob Édith Piaf, hřbitov Père Lachaise, Paříž

### Dětství
Bylo o ní napsáno mnoho biografií, ale přesto je její život zahalen tajemstvím. Narodila se 19. prosince 1915 v pařížské čtvrti Belleville, kde tehdy žilo mnoho imigrantů. Údajně přišla na svět na chodníku v Rue de Belleville, číslo 72. V jejím rodném listu je nicméně uvedena Nemocnice Tenon, která se nachází ve 20. pařížském obvodu, kam spadá i Belleville.
Křestní jméno dostala po britské zdravotní sestře Edith Cavell, popravené za pomoc francouzským vojákům k útěku z německého zajetí v první světové válce. Piaf je francouzský hovorový výraz pro vrabce, tuto přezdívku dostala o dvacet let později.
Její matka, Annetta Giovanna Maillard (1895–1945), se narodila v Livornu, v přístavním italském městě ležícím na západním okraji Toskánska. Po otci zdědila francouzsko-italský původ, po matce byla marocká Berberka. Annetta Giovanna Maillard zpívala v kavárnách pod jménem Line Marsa.
Louis-Alphonse Gassion (1881–1944), její otec, byl normandský pouliční akrobat, který dřív působil u divadla. Rodiče Édith brzy opustili, a tak nějakou dobu žila s babičkou z matčiny strany, Emmou (Aïcha) Saïd ben Mohammedovou (1876–1930). Předtím než její otec v roce 1916 vstoupil do francouzské armády, aby bojoval v první světové válce, vzal ji ke své matce, která vedla v Bernay v Normandii nevěstinec. Tamní prostitutky se o Édith pomáhaly starat.
Ve třech letech údajně oslepla následkem keratitidy a neviděla až do svých sedmi let. Podle jednoho z jejích životopisů se Édith vrátil zrak, když prostitutky shromáždily peníze na její pouť k uctění Terezie z Lisieux, během níž se Édith zázračně uzdravila.
V roce 1929, v jejích čtrnácti letech, se přidala k pouličním vystoupením svého otce po celé Francii a poprvé zpívala na veřejnosti.
Pronajala si pokoj v Grand Hôtel de Clermont (rue Veron č. 18, v 18. obvodu) a šla svou vlastní cestou jako pouliční zpěvačka ve čtvrtích Pigalle, Ménilmontant a na pařížském předměstí (odtud píseň Elle fréquentait la Rue Pigalle).
Spolu s nevlastní sestrou Simone Berteaut (Mômone) pak zpívaly na ulicích a prováděly různé neplechy. Édith bylo asi 16 let, když se zamilovala do poslíčka Louise Duponta. S ním měla také o rok později své jediné dítě, holčičku jménem Marcelle, ale stejně jako její matka, ani Édith nedokázala zkombinovat péči o dítě s životem na ulici. O Marcelle se tedy často staral Dupont, a to až do jejích dvou let, kdy zemřela na meningitidu.
Jejím dalším přítelem byl pasák Albert, který jí bral část peněz z vystoupení výměnou za to, že ji nebude nutit do prostituce. Jedna z přítelkyň Édith, Nadia, raději spáchala sebevraždu, než aby se stala prostitutkou. To Édith přimělo ukončit vztah s Albertem, který ji kvůli tomu málem zastřelil.

### Kariéra zpěvačky
Roku 1935 ji ve čtvrti Pigalle v Paříži objevil Louis Leplée, majitel nočního klubu, Le Gerny poblíž Avenue des Champs-Élysées, který navštěvovali lidé z vyšších i nižších tříd. I přes její obrovskou nervozitu ji přesvědčil, aby zpívala. Poprvé ji divákům představil jako Môme Piaf (tj. Opuštěné vrabčátko, Malé vrabčátko, Vrabčí mládě), přičemž se nechal inspirovat jejím malým vzrůstem – měřila pouhých 142 cm. Tato přezdívka, a zároveň umělecké jméno, Édith zůstala po celý život. Leplée ji naučil základy vystupování na jevišti a doporučil jí, aby si na vystoupení oblékala černé šaty, které se pro ni pak staly příznačnými. Rozjel velkou reklamní kampaň, která přitáhla mnoho celebrit včetně herce Maurice Chevaliera, a která byla završena Édithinou premiérou. Vystoupení v nočních podnicích vedla ještě toho roku k natočení jejích prvních dvou nahrávek, jedna z nich pocházela z pera Marguerite Monnot, ta s Édith Piaf spolupracovala prakticky po celý její život.
6. dubna 1936, byl Leplée zavražděn, Piaf byla vyslýchána a obviněna ze spoluúčasti na vraždě, ale nakonec byla zproštěna obžaloby. Lepléeho však zabili kriminálníci, kteří se dříve pohybovali v Édithině okolí. Celá kauza na ni vrhla negativní světlo a ohrožovala tak její kariéru. Aby si napravila renomé, najala si Ryamonda Assa, se kterým měla milostný poměr. Raymond změnil její pseudonym na Édith Piaf, odháněl od ní všechny nežádoucí známé a pověřil Monnot, aby psala pro Édith skladby zobrazující nebo alespoň narážející na její předchozí život na ulici.
V roce 1940 hrála v úspěšné jednoaktové hře Le Bel Indifférent Jeana Cocteaua. Získala si mnoho prominentních přátel jako M. Chevaliera nebo básníka Jacquesa Borgeata. Mnoho textů k písním si psala sama a spolupracovala se skladateli na hudbě. Roku 1944 objevila Yvese Montanda a stala se jeho učitelkou a milenkou. Po roce se stal jedním z nejpopulárnějších zpěváků ve Francii a rozešel se s ní, když byl skoro stejně slavný jako ona.
V Paříži byla v té době velmi žádanou a velmi úspěšnou kabaretní umělkyní. Po válce se stala mezinárodně známou hvězdou, objížděla Evropu, Spojené státy americké nebo Jižní Ameriku. Příležitost stát s ní na jevišti měl i Atahualpa Yupanqui (Héctor Roberto Chavero), nejvýznamnější argentinský lidový hudebník, který debutoval v červenci 1950. Na začátku 50. let také pomohla nastartovat kariéru Charlese Aznavoura, když ho s sebou vzala na turné po Francii a Spojených státech a nahrála některé jeho písně. V USA nejdřív neměla příliš velký úspěch, tamější publikum na ni pohlíželo jako by byla bez energie. Nicméně poté, co vyšla velmi kladná recenze jednoho prominentního newyorského kritika, její popularita vzrostla natolik, že se osmkrát objevila v pořadu Eda Sullivana a dvakrát vystupovala v Carnegie Hall (1956 a 1957).
Vlajková píseň Édith Piaf, La vie en rose byla napsána v roce 1945, v roce 1998 získala cenu Grammy Hall of Fame Award.
Trvalé slávy dosáhla Édith Piaf v nejznámějším pařížském kabaretu Olympia Bruna Coquatrixe, kde vystupovala v sérii koncertů v období mezi lednem 1955 a říjnem 1962. Nahrávky z pěti z těchto koncertů (1955, 1956, 1958, 1961, 1962) byly vydány na CD a nikdy se nepřestaly vydávat. Koncerty probíhající roku 1961 byly věnované záchraně kabaretu před krachem, tehdy Édith debutovala s písní Non, je ne regrette rien. V dubnu roku 1963 Édith Piaf nahrála svou poslední píseň s názvem L'homme de Berlin.

### Druhá světová válka
Během druhé světové války často vystupovala na společenských akcích německých jednotek a mnoho lidí ji označilo za zrádkyni. Po válce se nechala slyšet, že pracovala pro francouzské hnutí odporu proti německé okupaci Résistance, přestože pro to neexistuje žádný důkaz. I tak si ale udržela národní i mezinárodní oblibu.

### Osobní život
Její životní láska, ženatý boxer Marcel Cerdan, zemřel při letecké nehodě v říjnu 1949 během letu z Paříže do New Yorku, kde se s ním Édith měla setkat. Jejich milostný poměr obletěl celý svět a zaplnil titulní
stránky novin.
V roce 1951 se Piaf vážně zranila při automobilové dopravní nehodě spolu s Charlesem Aznavourem. Zlomila si dvě žebra a ruku a poté měla velké problémy se dostat ze závislosti na morfinu a alkoholu. Další dvě téměř smrtelné autonehody, které prodělala, situaci zhoršily. Zpěvák Jacques Pills ji třikrát vzal na léčení závislosti, ale bez valného výsledku.
Piaf se vdala za zpěváka Jacquesa Pillse v roce 1952 (za družičku jim šla Marlene Dietrichová) a rozvedla se s ním o čtyři roky později. Roku 1962 si vzala Théa Sarapa, šestadvacetiletého řeckého kadeřníka, který se stal zpěvákem a hercem.

### Smrt a odkaz
Zemřela na rakovinu jater 10. října 1963 v Plascassier u Grasse ve věku 47 let. Je pohřbena na Hřbitově Père-Lachaise v Paříži, její hrob patří mezi nejnavštěvovanější.
Její jméno nese planetka 3772 Piaf, která byla objevena sovětskou astronomkou Ludmilou Karačkinovou.
Olivier Dahan o ní natočil film La vie en rose, debutující na Berlínském filmovém festivalu v únoru 2007.

## Diskografie

### Alba
- The Voice of the Sparrow: The Very Best of Edith Piaf, 1991
- Edith Piaf: 30th Anniversaire, 1994
- Edith Piaf: Her Greatest Recordings 1935–1943, 1995
- The Early Years: 1938–1945, Vol. 3, 1996
- Hymn to Love: All Her Greatest Songs in English, 1996
- Gold Collection, 1998
- The Rare Piaf 1950–1962, 1998
- La Vie en Rose 1999
- Montmartre Sur Seine, 2000
- Eternelle: The Best Of, 2002
- Love and Passion, 2002
- The Very Best of Edith Piaf, 2002
- 75 Chansons, 2005
- 48 Titres Originaux, 2006

### Největší hity
- 1936 – Mon légionnaire (Můj legionář)
- 1936 – Le Fanion de la Légion (Vlajka legie)
- 1940 – L’Accordéoniste (Harmonikář)
- 1945 – La vie en rose (Život v růžovém)
- 1945 – Les Trois Cloches (Tři zvonky)
- 1947 – Une chanson á trois temps (Píseň třech období)
- 1949 – Hymne á l’amour (Hymna lásky)
- 1951 – Padam…Padam… (Tra-la-la)
- 1952 – Mon manége á moi (Já a moje jeviště)
- 1954 – Sous le ciel de Paris (Pod pařížským nebem)
- 1956 – Les Amants d’un jour (Milenky na jednu noc)
- 1957 – La Foule (Zástup)
- 1959 – Milord (Milostpán)
- 1960 – Mon Dieu (Můj Bože)
- 1960 – Non, je ne regrette rien (Ničeho nelituji)

## Filmografie

### Jako herečka
- La garçonne (1936), Jean de Limur
- Montmartre-sur-Seine (1941), Georges Lacombe
- Étoile sans lumière (1946), Marcel Blistène
- Neuf garçons, un cœur (1947), Georges Freedland
- Al diavolo la celebrità (1949), Mario Monicelli, Stefano Vanzina
- Paris chante toujours (1951), Pierre Montazel
- Boum sur Paris (1953), Maurice de Canonge
- Si Versailles m'était conté (1954), Sacha Guitry
- French cancan (1954), Jean Renoir
- Música de Siempre (1958), zpívajíce La vida en rosa, španělskou verzi La vie en rose
- Les Amants de demain (1959), Marcel Blistène

### Jako postava
- Piaf (1974) Guy Casaril
- Édith et Marcel (1983), Claude Lelouch
- La Môme (mimo Francii La Vie En Rose) (2007), Olivier Dahan s Marion Cotillardovou jako Édith Piaf